# 스콧 해밀턴
스콧 스코벨 해밀턴(영어: Scott Scovell Hamilton, 1958년 8월 28일 ~ )은 미국의 전직 피겨 스케이팅 선수이다. 그는 미국 선수권 대회에서 4연패했고(1981-1984), 세계 선수권 대회에서 4연패했다(1981-1984). 그는 또한 1984년 올림픽에서 금메달을 획득했다.

## 생애
해밀턴은 오하이오주 톨레도에서 태어났다. 그는 오하이오주 볼링 그린에서 자랐다. 그는 켄우드 초등학교에 다녔다. 그는 13세때 전직 올림픽 챔피언 피에르 브뤼네와 훈련을 시작했다.

## 선수 경력
1980년에, 그는 전미국 피겨 스케이팅 선수권 대회에서 동메달을 획득했다. 그는 정확하게 연기했고 관객들은 몇초 성화가 꺼지기 전에 기립 박수를 쳤다. 1981년에 그는 세계 피겨 스케이팅 선수권 대회에서 금메달을 획득했다. 그는 1984년 동계 올림픽에서 금메달을 획득했다. 그는 1984년 세계 선수권 대회에서 우승한후 그해 4월에 프로로 전향했다.

## 참조
1. ↑  http://www.britannica.com/EBchecked/topic/253417/Scott-Hamilton